# Timothy Findley
Timothy Irving Frederick Findley (30 octombrie, 1930 - 21 iunie, 2002) a fost un romancier și dramaturg canadian.